# Triticum boeoticum
El Triticum boeoticum, también conocido como trigo escaña silvestre, es una especie común del cereal Triticum (trigo). Pertenece a los diploides debido a su conformación por 7 cromosomas.